# اوف، ترابزون
اوف، ترابزون (به ترکی استانبولی: Of_(District)) شهری است در کشور ترکیه که در استان ترابزون واقع شده‌است. جمعیت این شهر بر اساس سرشماری سال ۲۰۰۸ میلادی ۱۶٬۰۰۲ نفر و بر اساس برآوردهای سال ۲۰۰۹ میلادی ۱۴٬۴۷۵ نفر می‌باشد.